# Dipoena umbratilis
Dipoena umbratilis är en spindelart som först beskrevs av Simon 1873.  Dipoena umbratilis ingår i släktet Dipoena och familjen klotspindlar. Inga underarter finns listade i Catalogue of Life.